# Ancylus ashangiensis
Ancylus ashangiensis es una especie de molusco gasterópodo de la familia Arionidae en el orden Basommatophora.

## Distribución geográfica
Es  endémica de Etiopía.